# Somosi István
Somosi István (Bodrogolaszi, 1816. április 5. – Sárospatak, 1861. május 22.) református lelkész és főiskolai tanár.

## Életútja
Somosi István bodrogolaszi lelkész fia. Atyja Tölcsvárra ment lakni, s maga kezdte oktatni gyermekét, mígnem 1825-ben a szomszéd Erdőhorváti helységbe adta iskolába. 1826-ban Tályán folytatta iskoláit, de még ugyanazon év második felében a sárospataki algimnáziumba a szintaxis osztályba vitték, ahol 1832. július 22-én aláírta a főiskolai törvényeket és az akadémiai pályára lépett. Korán kitetszett hajlandósága a latin irodalom és történelem iránt. 1838-ban Szepes megyében tanult németül. 1840-ben az esküdt diákok sorába lépett. Az 1840-41. iskolai évben az alsó szónoklati osztály vezetése bizatott reá. Mint az éneklőkar elnöke 1841-42-ben szép jelét adta tehetségének a halotti énekek írásával. 1843-ban mint ellenőr, 1844-ben mint senior ügyelt az ifjúság erkölcseire és majd az iskola vagyonára. 1845-ben tudományos célból külföldre utazott és leginkább Berlinben töltött egy évet a történelem, görög és francia nyelv tanulásával. 1846-ban visszatért és letette a papi vizsgát és 1848 májusig segédlelkész volt. Ugyanez évben a sárospataki gimnáziumban az alsó szónoklati osztály állandó tanítója lett, 1854-ben a nevezett gimnáziumban a történelem szaktanára lett, 1856-ban egyszersmind a főiskola titkára és levéltárnoka.
Nevét Somossinak is írták.
Cikkei a Sárospataki Füzetekben (II. 1858. költ.) IV. 1860. Róma és Francziaország viszonya a multban 752. 1832., Fordítási kísérlet Ovid átalakulásaiból); a Kazinczy ünnepében (Sárospatak, 1859. Emlékköltemény); a Sárospataki Naptárban (1859. A sárospataki főiskola, 1860. A sárospataki tanulók legutóbbi 70 év alatti beléletének vázlata).

## Munkái
- Ó-kor történetei. Sárospatak, 1852. (Ism. Budapesti Hirlap 1854. 518-522. 1.)
- Görög nyelvtan. Krüger után. Uo. 1853. (Finkeyvel és Soltészszal együtt.)
- Magyarország története. Uo. 1853. (Népiskolai Könyvtár V., melyben a verses részek Erdélyi Jánostól vannak.)
- Néhai luskodi és vajai gr. Vay Ábrahám úr hamvai felett. Uo. 1855. (Költemény.)
- Középkor történetei. Felgymnasium számára. Uo. 1857. és 1865.
- Görög-magyar szótár. Uo. 1857. (Többekkel együtt.)
- Világtörténet algymnasium számára. Beck és Pütz után. Uo. 1857. Három kötet (2. jav. kiadás. Uo. 1860.)
- Újkor történetei. Felgymnasium számára. Uo. 1858. és 1867.